# جون هارلاند براينت
جون هارلاند براينت (بالإنجليزية: John Harland Bryant)‏ هو أستاذ جامعي وطبيب أمريكي، ولد في 8 مارس 1925 في توسان في الولايات المتحدة، وتوفي في 5 يوليو 2017 في شارلوتسفيل في الولايات المتحدة.